# Macropatelloa tanumeana
Macropatelloa tanumeana là một loài ruồi trong họ Tachinidae.